# Cryptus fuscatus
Cryptus fuscatus är en stekelart som först beskrevs av Fabricius 1781.  Cryptus fuscatus ingår i släktet Cryptus och familjen brokparasitsteklar. Inga underarter finns listade i Catalogue of Life.